# Sneakernet
Sneakernet es un término informal usado para referirse a la transferencia de información electrónica (fichero electrónico) por medios físicos (cinta magnética, disquetes, discos compactos) entre un ordenador personal y otro, en lugar de la transferencia de información por medio de una red de computadoras debido a las limitaciones del ancho de banda, por motivos de seguridad (para asegurar que el receptor reciba la información de manera íntegra y exclusiva) o simplemente por la carencia de una red. El término hace una alusión humorística a la acción de transportar datos por medios físicos caminando de un lugar a otro.
Las redes de "sneakernet" permiten la transferencia de datos a través de medios físicos y ofrecen una solución ante conexiones de red poco confiables; sin embargo, una consecuencia de esta transferencia física son retrasos en la latencia de red.